# Pachygnatha simoni
Pachygnatha simoni là một loài nhện trong họ Tetragnathidae.
Loài này thuộc chi Pachygnatha. Pachygnatha simoni được miêu tả năm 1973 bởi Senglet.